# Henri Dulieu
Pour les articles homonymes, voir Dulieu.
Henri Célestin Eudore Edgard Dulieu, né le 18 septembre 1904 à Philippeville et mort le 6 janvier 1959 à Forest (Bruxelles), est une personnalité politique belge membre du parti socialiste belge. Il a été sénateur  et bourgmestre.